# 1796 en science
| Années de la science : 1793 - 1794 - 1795 - 1796 - 1797 - 1798 - 1799    |
| Décennies de la science : 1760 - 1770 - 1780 - 1790 - 1800 - 1810 - 1820 |

Cet article présente les faits marquants de l'année 1796 en science.

## Événements
- 30 mars : le mathématicien Carl Friedrich Gauss découvre les conditions de construction à la règle et au compas du polygone régulier à 17 côtés (heptadécagone)[1].

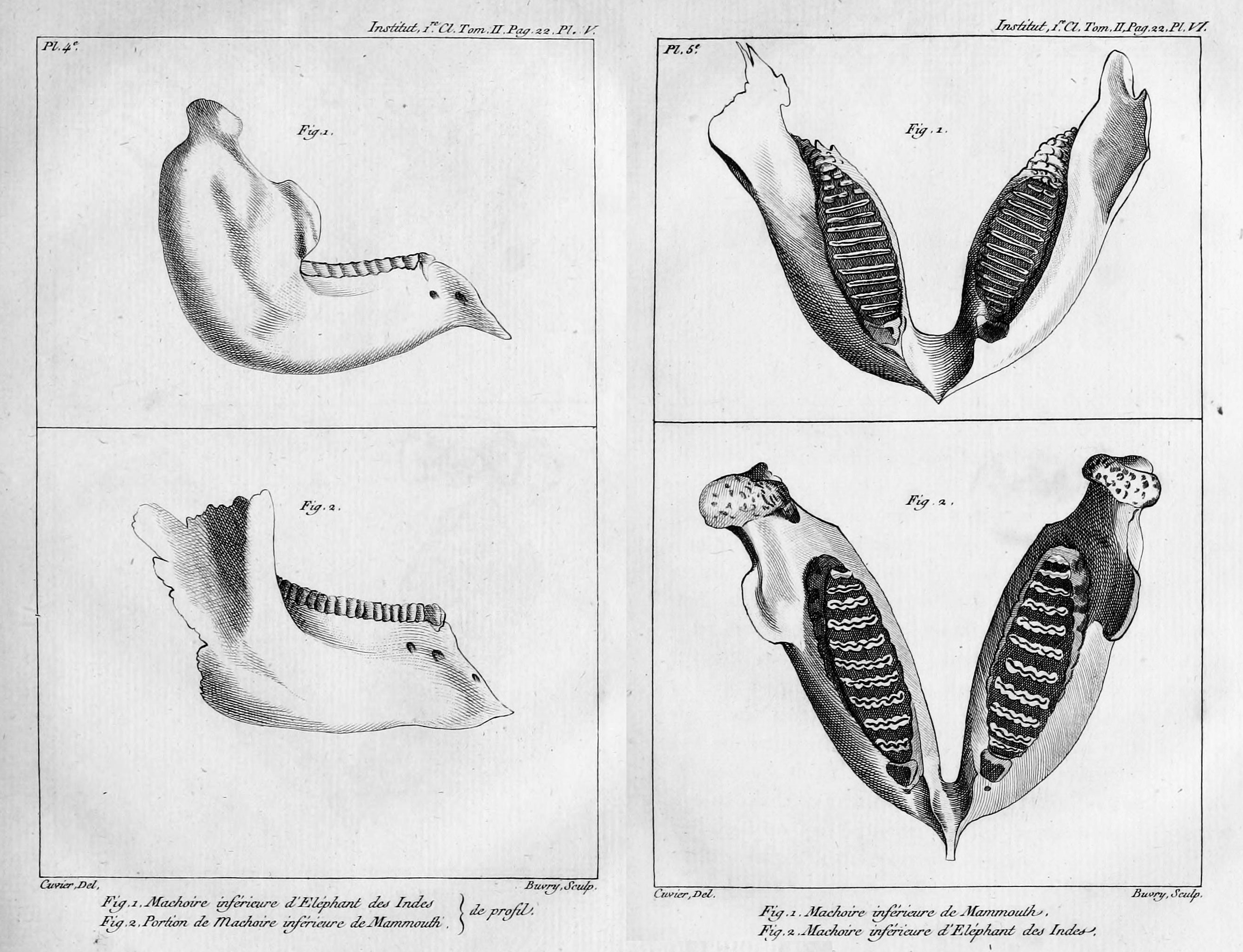
Comparaison de la mâchoire d'un éléphant d'Asie et de la mâchoire fossile d'un mammouth tirée de l'article de Cuvier sur les éléphants vivants et fossiles.

- 4 avril : Georges Cuvier présente lors de la première séance publique de l'Institut de France ses Mémoires sur les espèces d'éléphants vivants et fossiles. Il démontre l'existence d'espèces de vertébrés éteintes et qu'elles différent de façon irréductible des espèces actuelles[2].
- 8 avril : Carl Friedrich Gauss  établit pour la première fois la loi de réciprocité quadratique[3].
- 14 mai : Edward Jenner expérimente la vaccination antivariolique sur un jeune garçon, James Phipps[4].
- 28 juin : James Parker obtient un brevet pour le ciment romain, un ciment naturel à prise rapide[5].
- 21 juillet : Mungo Park, parti de Gambie en 1795, est le premier européen à atteindre le fleuve Niger à Ségou[6].

- L'acteur et dramaturge allemand Aloys Senefelder invente la lithographie[7].
- Le médecin viennois Franz Joseph Gall commence une série de cours privés consacrés à l’anatomie du cerveau. Il enseigne la « crânioscopie » (rebaptisée « phrénologie » en 1810)[8].

## Publications
- Jean-Emmanuel Gilibert : Démonstrations de botanique.
- Samuel Hahnemann : Versuch über ein neues Prinzip zur Auffindung der Heilkräfte der Arzneisubstanzen, nebst einigen Blicken auf die bisherigen (Essai sur un nouveau principe pour découvrir les vertus curatives des substances médicinales, suivi de quelques aperçus sur les principes admis jusqu'à nos jours), ses travaux sur l'homéopathie.
- Pierre André Latreille : Précis des caractères génériques des insectes, disposés dans un ordre naturel.
- Pierre-Simon de Laplace : L’Exposition du système du monde. Il y développe son hypothèse de la nébuleuse selon laquelle le système solaire serait issu d'une nébuleuse en rotation.
- Gaspard Monge : Feuilles d'analyse appliqué à la Géométrie, ses cours de géométrie infinitésimale à l’École polytechnique.

## Prix
- Médailles de la Royal Society
  - Médaille Copley : George Atwood

## Naissances

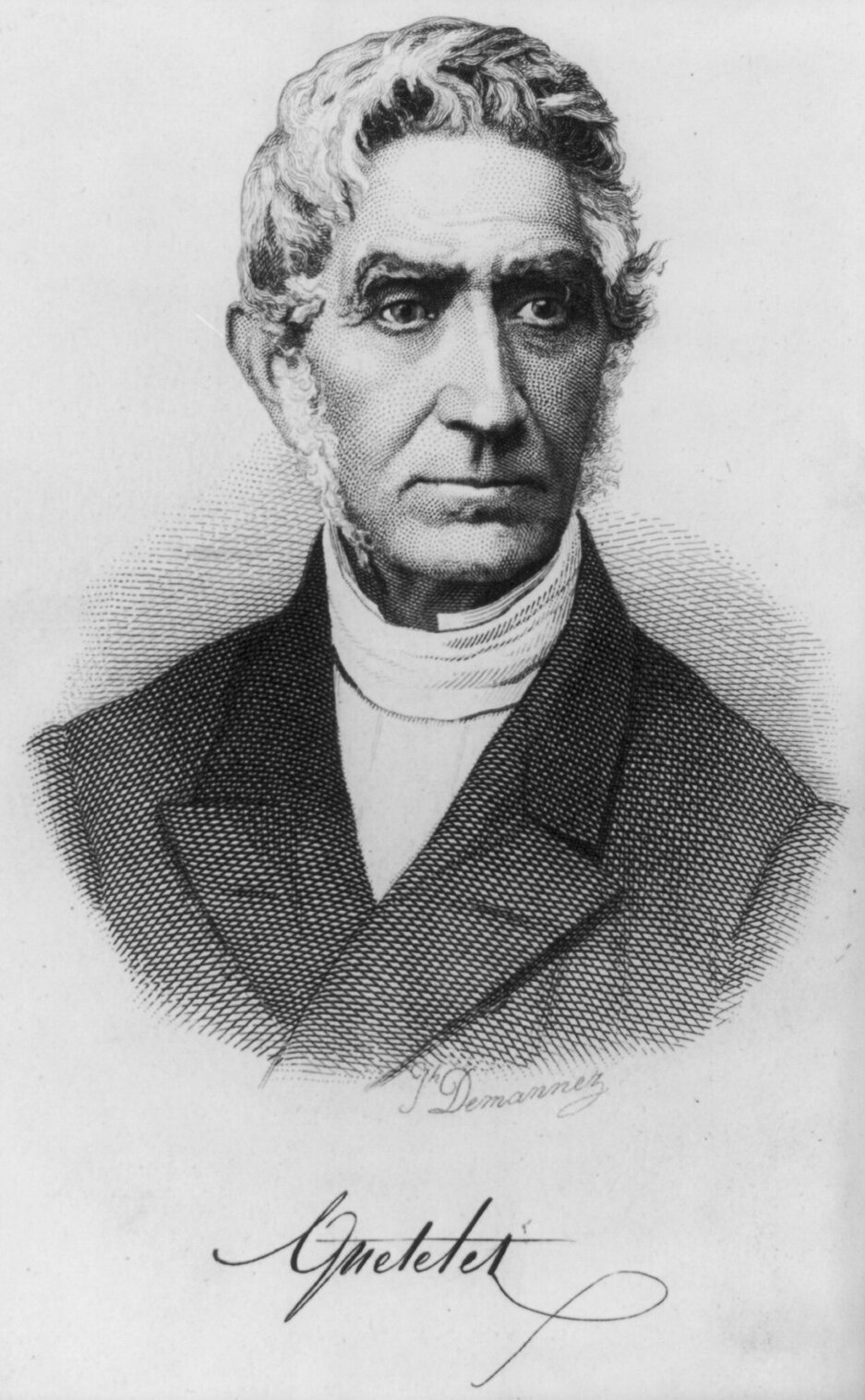
Adolphe Quetelet

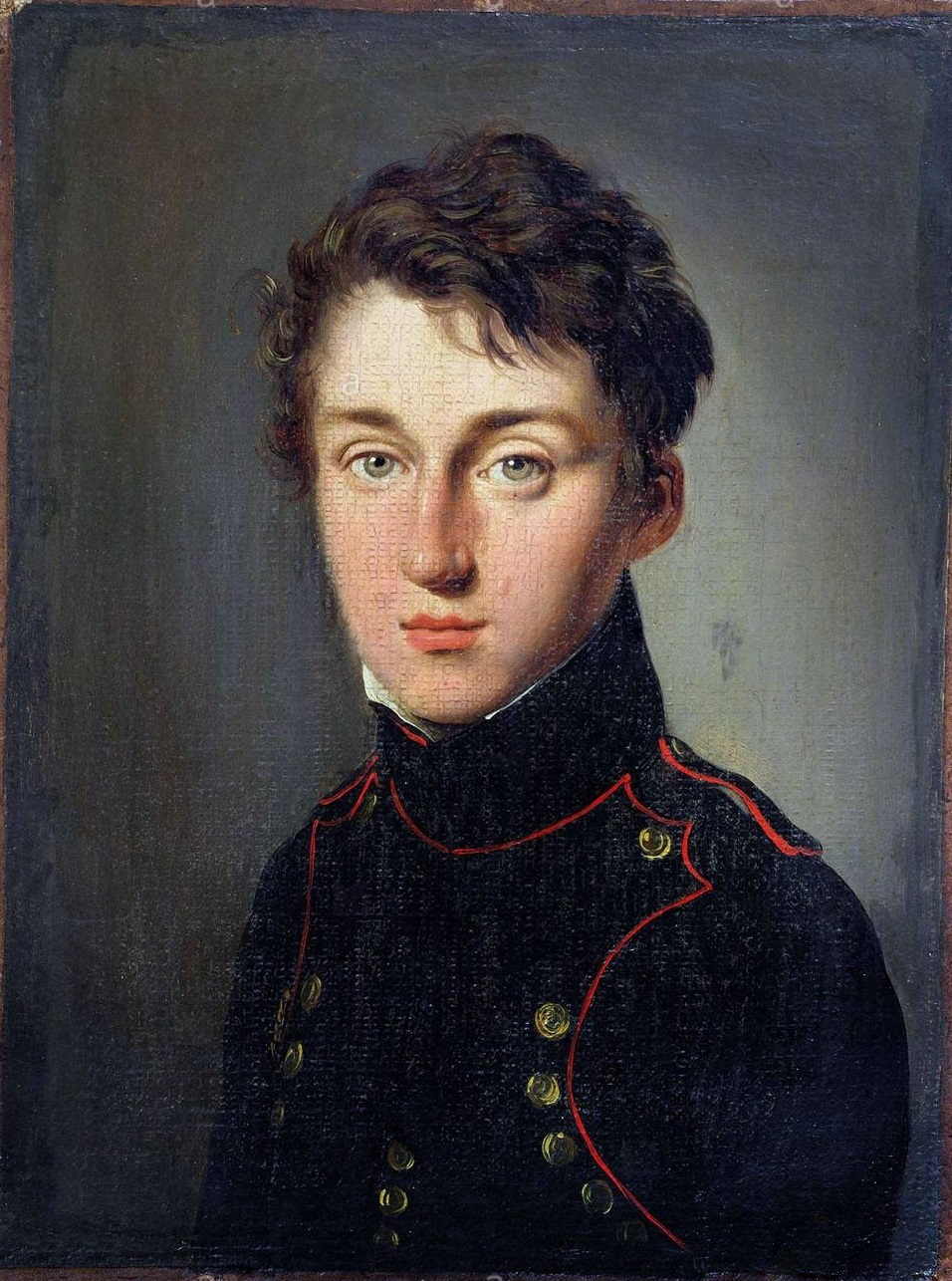
Sadi Carnot

- 20 janvier : Jean Baptiste Antoine Guillemin (mort en 1842), botaniste français.
- 25 janvier : William MacGillivray (mort en 1852), naturaliste et ornithologue écossais.
- 31 janvier : Wilhelm Gotthelf Lohrmann (mort en 1840), cartographe, astronome et météorologue saxon.

- 7 février : Adolphe Quetelet (mort en 1874), mathématicien, astronome, naturaliste et statisticien belge.
- 10 février : Henry De la Beche (mort en 1855), géologue britannique.
- 12 février : Gaspard-Michel Pagani (mort en 1855), mathématicien italien.
- 17 février : Philipp Franz von Siebold (mort en 1866), médecin et naturaliste bavarois.

- 18 mars : Jakob Steiner (mort en 1863), mathématicien suisse.

- 16 avril : Gabriel Delafosse (mort en 1878), minéralogiste et universitaire français.

- 1er juin : Sadi Carnot (mort en 1832), physicien et ingénieur français.
- 11 juin : Philippe Gustave le Doulcet, comte de Pontécoulant (mort en 1874), astronome français.

- 15 août : John Torrey (mort en 1873), médecin, chimiste et botaniste américain.
- 28 août : Irénée-Jules Bienaymé (mort en 1878), probabiliste et statisticien français.

- 19 septembre : Richard Harlan (mort en 1843), médecin, zoologiste et paléontologue américain.

- 13 octobre : Anders Retzius (mort en 1860), anatomiste suédois.

- 6 novembre : Sir George Back (mort en 1878), amiral de la Royal Navy, explorateur de l'Arctique canadien et artiste.
- 25 novembre : Andreas von Ettingshausen (mort en 1878), mathématicien allemand.

- 2 décembre : Antoine François Boutron Charlard (mort en 1879),  pharmacien et chimiste français.
- 6 décembre : Joseph Koechlin-Schlumberger (mort en 1863), industriel et homme politique français.
- 29 décembre : Johann Christian Poggendorff (mort en 1877), physicien allemand.

- Alessandro François (mort en 1857), historien de l'art et un archéologue italien.
- Shiraishi Nagatada (mort en 1862), mathématicien japonais.

## Décès
- 1er janvier : Alexandre-Théophile Vandermonde (né en 1735), mathématicien français.

- 1er mai : Alexandre Guy Pingré (né en 1711), astronome et géographe naval français.

- 11 décembre : Johann Daniel Titius (né en 1729), astronome allemand.